# Veritas (boek)
Veritas (Latijn: waarheid) is de titel van een historische roman geschreven door het Italiaanse auteursduo Rita Monaldi en Francesco Sorti.
Het boek is sinds eind oktober 2006 in de winkels verkrijgbaar.

## Inhoud
Parijs, 1714. In de Notre Dame des Victoires klinkt de requiemmis. Het rijtuig met het stoffelijk overschot van abt Atto Melani, held van Imprimatur en Secretum, komt bij de kerk aan. Tussen het toegestroomde publiek bevindt zich de man die achtentwintig jaar lang bevriend is geweest met Atto Melani en diens verrichtingen in de vorige romans heeft opgetekend.
Zijn gedachten gaan terug naar hun laatste avontuur, drie jaar daarvoor in Wenen, en het geheim dat hij sindsdien met zich meedraagt. Terwijl Europa is verwikkeld in een allesverwoestende oorlog, meldt zich in Wenen tot ieders verbazing een delegatie van de Turkse sultan. Er heerst vrede tussen het Oostenrijkse keizerrijk en de Ottomanen, vanwaar dan dit bezoek? En wat is de geheime vredesmissie die abt Atto Melani in opdracht van de Franse Zonnekoning uitvoert? Een raadselachtige zinsnede van de Ottomanen onthult de contouren van een complot dat Europa verder zal ontwrichten. Atto Melani moet zich bedienen van spionage en chantage om de strijd aan te
kunnen gaan met de duistere krachten die het begin van het tijdperk van De wreedheid
willen forceren. Hiertoe roept hij de hulp in van zijn trouwe vriend, maar
wederom ziet de verteller zich voor de vraag gesteld: maakt Atto Melani zelf
ook deel uit van het complot?